# Кармалин, Николай Николаевич
Николай Николаевич Кармалин (1824—1900) — генерал от инфантерии, Эриванский военный губернатор, наказной атаман Кубанского казачьего войска, член Военного совета.

## Биография
Происходил из дворян Рязанской губернии, родился 25 мая 1824 года.
Образование получил в 1-м Московском кадетском корпусе, из которого выпущен 8 августа 1842 года прапорщиком в лейб-гвардии Московский полк.
6 декабря 1844 года произведён в подпоручики; в 1847 году поступил в Николаевскую академию Генерального штаба и 6 декабря того же года пожалован чином поручика. По окончании в 1849 году курса академии за отличные успехи в науках получил чин штабс-капитана и был командирован в главную квартиру действующей армии в Венгрии, где, поступив в отряд генерал-адъютанта Граббе, участвовал при обложении крепости Коморна.
В 1850 году переведён в Гвардейский Генеральный штаб, а 21 января 1851 года назначен старшим адъютантом штаба Гвардейского пехотного корпуса по части Генерального штаба. 28 июля 1852 года произведён в капитаны, 16 ноября переведён в штаб Главнокомандующего Гвардейским и Гренадерским корпусами наследника цесаревича Александра Николаевича. Состоя при этом штабе, Кармалин, помимо непосредственных обязанностей по должности, читал лекции по тактике для старших офицеров Гвардейского и Гренадерского корпусов и исправлял должность адъюнкт-профессора Николаевской академии Генерального штаба.
16 апреля 1854 года назначен дивизионным квартирмейстером 1-й лёгкой гвардейской кавалерийской дивизии и находился в составе войск, охранявших побережье Финского залива в Санкт-Петербургской губернии от возможной высадки англо-французского десанта. В январе 1855 года произведён в полковники (со старшинством от 8 ноября 1854 года) и через год, 14 января 1856 года, назначен исправляющим должность обер-квартирмейстера Гвардейского пехотного корпуса.
1 января 1857 года Кармалин получил новое назначение — начальником штаба 2-й гвардейской пехотной дивизии; 24 января 1859 года переведён в Генеральный штаб с назначением исправляющим должность начальника штаба 3-го армейского корпуса. 30 августа 1861 года произведён в генерал-майоры, с утверждением в должности.
5 октября 1862 года Кармалин был переведён на Кавказ в распоряжение командовавшего Кавказской армией. По прибытии к месту назначения временно исправлял должность генерал-квартирмейстера действующей армии, потом командовал войсками, расположенными на левом берегу реки Алазань и исправлял должность начальника Верхнего Дагестана. За отличие в делах против горцев награждён орденом св. Владимира 3-й степени с мечами. 4 сентября 1865 года утверждён в должности военного начальника Среднего Дагестана.
8 мая 1869 года состоялось назначение Кармалина Эриванским военным губернатором и управляющим гражданскою частью в губернии. 30 августа того же года он был произведён в генерал-лейтенанты и награждён медалью и знаком отличия за участие в трудах по составлению и приведению в действие положения об освобождении зависимых сословий в горских обществах Дагестанокой области.
14 июня 1873 года назначен на должность начальника Кубанской области и наказного атамана Кубанского казачьего войска.
Во время русско-турецкой войны 1877—1878 годов Кармалин командовал тыловыми войсками, расположенными в Кубанской области н Черноморском округе, пользуясь правами корпусного командира.
23 января 1882 года назначен членом Военного совета; 15 мая 1883 года произведён в генералы от инфантерии; в декабре 1897 года получил при Высочайшем рескрипте бриллиантовый перстень с портретом Его Императорского Величества.
Скончался 23 июля 1900 года, из списков исключён 8 августа.
Кармалин числился по Кубанскому казачьему войску и носил звание почётного старика станиц Полтавской, Брюховецкой и Баталпашинской Кубанскаго казачьяго войска.

## Награды
Среди прочих наград Кармалин имел ордена:
- Орден Святого Станислава 2-й степени (1854 год, императорская корона к этому ордену пожалована в 1857 году)
- Орден Святого Владимира 3-й степени с мечами (1864 год)
- Орден Святого Станислава 1-й степени (1865 год)
- Орден Святой Анны 1-й степени (1867 год)
- Орден Святого Владимира 2-й степени (1871 год)
- Орден Белого орла (1874 год)
- Орден Святого Александра Невского (16 апреля 1878 года, алмазные знаки к этому ордену пожалованы 22 мая 1881 года)
- Орден Святого Владимира 1-й степени (1890 год)